# Абдулсалами Абубакар
Абдулсалами хаџија Абубакар (енгл. Abdulsalami Abubakar; Мина, 13. јун 1942) је био једанаести председник Нигерије, пензионисани генерал и последњи војни владар.

## Биографија
Рођен је у месту Мина, у муслиманској породици народа Гвара. Из његовог места, потиче и његов претходник Ибрахим Бабангида. У родном месту похађао је основну школу, а касније је наставио, те завршио и факултет.
Прикључивши се војсци, брзо се успињао у хијерархији. Функцију председника Нигерије вршио је од 9. јуна 1998. до 29. маја 1999. године. Иако је његова примарна задаћа била транзиција у цивилну и стабилну демократску власт, он се ипак понашао ауторитарно. Кршио је права других, а подупирао је и власт Санија Абаче.
Иако је на власти провео кратко време, створио је нови устав и де факто формирао Четврту Републику. Одступио је с власти на Дан демократије, када је после њега изабран Олусегун Обасанџо.
Неки га сматрају одговорним за смрт Мошуда Абиоле, изабраног председника никад заживеле Треће Републике, који је умро после Абаче.
Примио је много угледних страних признања, а он и његова жена Фати имају шестеро деце.